# Teatro de Vitoria
El teatro de Vitoria, también conocido como teatro municipal y Teatro Principal, fue una sala sita en aquella ciudad española.

## Historia y descripción
El teatro, al que se le dio su nombre para distinguirlo de un pequeño teatro-salón de propiedad particular situado en la calle del Mercado, se construyó en 1821, en unos terrenos que había ocupado el hospital de Santiago y siguiendo los planos del arquitecto epilense Silvestre Pérez. El coste original del teatro fue de cerca de cien mil pesetas, a las que se sumaron otras cincuenta mil alrededor del año 1845 con el arreglo de la maquinaria, las decoraciones nuevas, las pinturas del interior y la reforma de las medidas de seguridad verificada con arreglo al nuevo reglamento de teatros que se aprobó por entonces.
La fachada daba a la cuesta del Teatro y estaba compuesta de un primer cuerpo con cinco puertas, con las tres centrales avanzando algunos pies de la línea de construcción y formando un gran resalto. Sobre él, tres grandes balcones con cuatro columnas aisladas de piedra soportaban un ancho conrnisamento, y, sobre él, un sotabanco. Toda la fachada era de orden jónico. De la pintura original se encargó un italiano apellidado Mazonesqui, si bien luego se sustituyó por otras, obras estas de artistas oriundos de la ciudad como Epifanio Díaz de Arcaute. Constaba el edificio de tres órdenes de palcos y paraíso, mientras que el salón había sido ideado en forma de herradura, rematada en ambos lados por proscenios. En el fondo de la curva y frente a la escena se encontraba, en el piso principal, el palco destinado al ayuntamiento, uno de cuyos individuos acostumbraba a presidir la función, tal y como dictaba la costumbre. En el mismo piso principal, y frente a la puerta del palco, se abría la entrada de una sencilla sala de descanso amueblada. El conjunto del edificio estaba alumbrado por gas y provisto de caloríferos.
El cronista José Colá y Goiti, en su obra La ciudad de Vitoria bajo los puntos de vista artístico, literario y mercantil, seguida del indicador del viajero, aportó más pasajes descriptivos sobre el escenario y otros elementos de la sala:

El escenario sin ser de gran magnitud reune buenas condiciones y está convenientemente arreglado en su maquinaria. El telon de boca antiguo es de mérito grandísimo: representa sencillamente un inmenso cortinon de terciopelo rojo, con enormes borlones dorados y una ancha greca, tambien dorada, felíz y fiel imitacion de una igual de la Logia del Vaticano, pintada por Miguel Angel. Todo el telon está perfectamente estudiado en sus pliegues, hay gran valentía en el dibujo y los toques de luz son inmejorables, haciendo de él un verdadero modelo de pintura escenográfica. De la misma mano son las siguientes decoraciones, que son las mejores del coliseo: un gran telon de fondo imitando patio de alcázar, un gran salon gótico, una decoracion de selva, otra de jardin, otra de cárcel, otra de casa pobre, otra de calle y otra de mar, en la que se pintó últimamente un puerto, por distinta mano. Estas ocho decoraciones fueron pintadas por monsieur Victor Chenillon, hábil artista escenógrafo de nacionalidad francesa, al que el alcalde entónces de esta ciudad, D. José Jorge de Goya, encargó la obra que tan satisfactoriamente se comenzó y terminó en 1845
(Colá y Goiti, 1883, p. 85)

El edificio fue pasto de las llamas en 1914, y pasaría a albergar la sede del Banco de España en la ciudad. En la actualidad, está allí el Centro Memorial de las Víctimas del Terrorismo.